# Белтерек
Белтерек (каз. Белтерек) — село в Жарминском районе Абайской области Казахстана. Административный центр Бельтерекского сельского округа. Код КАТО — 634437100.

## Население
В 1999 году население села составляло 772 человека (393 мужчины и 379 женщин). По данным переписи 2009 года, в селе проживало 450 человек (234 мужчины и 216 женщин).